# 월산대군 묘 및 신도비
월산대군 묘 및 신도비(月山大君 墓 및 神道碑)는 경기도 고양시 덕양구 신원동에 있는 조선시대의 무덤이다. 1986년 6월 16일 고양시의 향토문화재 제1호로 지정되었다.

## 개요
신원동 능골에 자리잡고 있으며 뒤에 부인 순천 박씨의 봉분을 두었다. 월산대군의 큼직한 봉분 앞에는 묘비와 상석, 문인석, 망주석, 장명등과 신도비 등의 석조물이 배치되어 조선 시대 묘제 연구에 귀중한 자료가 되고 있다.
상석 뒷편의 묘비는 운문이 조각된 비두와 장방형의 대석을 갖추었고, 규모는 높이 180cm, 폭 74cm, 두께 32cm이다. 상석은 3매의 장판석을 놓았는데 정면 270cm, 측면 155cm의 규모이다. 성종 20(1489)년에 왕명에 의해 세워진 신도비는 90cm의 이수와 장방형의 비좌를 갖추었는데 ‘월산 大君碑銘’이란 전자가 새겨 있다. 비신의 높이는 218cm, 폭 94cm, 두께 32cm의 규모이고 비문은 임사홍이 짓고 썼으며, 전액도 함께 썼다.
현재 신도비는 전액을 제외하고는 판독하기 어려울 정도로 마멸되어 있다.
월산대군 이 정은 추존된 덕종의 장남으로 단종 2년(1454)에 출생하여 성종 19년(1488)에 돌아 갔다. 대군의 자는 자미이며 호는 풍월정이다. 어린 시절은 궁중에서 보냈으며 일찍이 월산군에 봉해지고 좌리공신 2등에 책록되었다. 문장이 뛰어나고 책을 좋아하여 그의 작품은 중국에까지 널리 알려졌다. 지금의 덕수궁은 월산대군의 옛집이었으며 친 아우인 성종이 자주 대군의 집에 드나들며 집의 정자를 풍월정이라 이름짓고 근체오언율시를 지어 주었다.
현재의 고양 북촌에 별장을 두고 자연을 벗하며 일생을 보냈다. 시호는 효문.

## 현지 안내문
큼직한 봉분 앞에 묘비·상석·향로석·장명등, 그 좌우에 망주석·문인석과 신도비 등의 석조물이 배치되어 있어 조선시대 묘제연구에 귀중한 자료가 되어 준다.
월산대군 이정(1454~1488)의 자는 자미, 호는 풍원정, 덕종(추존)의 장남이고, 조선 제9대 성종의 친형이다. 일찌기 월산군에 봉해지고 세조 14년(1468) 현록대부, 성종 2년(1472) 대군에 전봉되고 좌리공신의 호를 받았다.
특히 문장이 뛰어나 그의 시작이 중국에까지 널리 알려졌다. 그는 자기집 뒤뜰에 풍월정을 지여 시주와 서책을 즐기며 풍류적인 생활을 했고, 고양의 북촌에도 별장을 두고 자연과 벗하며 인생을 마쳤다. 시호는 효문, 저서로는 풍월정집이 있다.
묘비는 운문이 조각된 비두와 장방형의 대석을 갖추었고, 높이 180cm, 폭 74cm, 두께 32cm의 규모이며, 상석은 3매의 장판석을 놓았는데 정면 270cm, 측면 155cm이다.
신도비는 90cm 높이의 이수와 장방형의 비좌를 갖추었는데, 월산대군비명이라 전자한 비신은 높이가 218cm, 폭 94cm, 두께 32cm의 규모이다. 신도비명은 임사홍이 찬했다고 하는데, 판독하기 어려울 정도로 마멸되어 있다.

## 같이 보기
- 월산대군

## 참고 문헌
- 월산대군 묘 및 신도비 - 고양시의 문화관광 - 향토유적